# برآباد
برآباد، روستایی از توابع بخش سنگان شهرستان خواف در استان خراسان رضوی است.

## جمعیت
این روستا در دهستان پایین خواف قرار داشته و بر اساس سرشماری سال ۱۳۸۵ جمعیت آن ۳٬۵۰۱ نفر (۷۸۲ خانوار) بوده‌است. جمعیت برآباد در سال ۱۳۹۰ به ۴٬۰۹۷ نفر افزایش یافته‌است. و در سرشماری سال 1395 جمعیت روستا 4452 نفر و 1152 خانوار بوده است. برآباد بزرگترین روستای شهرستان خواف است.
مردم برآباد بیشتر به کار کشاورزی و دامداری مشغول هستند و عده‌ای نیز در معادن سنگان کار می‌کنند.